# 자이크로
자이크로(zaicro)는 대한민국 스포츠 브랜드 기업이며 과거 FC 안양의 유니폼을 후원했고 그 이후 수원 삼성 블루윙즈의 유니폼을 후원했는데 품질이 좋지 않아 논란이 많았으며 야심차게 준비했던 중국 베트남 진출도 실패하면서 재정난을 겪어오다가 2020년 10월 폐업선고를 하면서 문을 닫았다.

## 스폰서

### 축구

#### 클럽
- FC 안양 (2014 ~ 2015 / 2018)
- 수원 삼성 블루윙즈 (2018)
- 아산 무궁화 FC (2015 ~ 2016)
- 청주 FC (2017 ~ 2018)
- 청주 시티 FC (2017 ~ 2018)